# Diamanten
Diamanten, född 7 april 2013 i Tränsum i Blekinge län, är en svensk varmblodig travhäst. Sedan oktober 2020 tränas och körs han av Björn Goop. Han har tidigare tränats av Robert Bergh och Stig H. Johansson. Han ägs av Kent och Peter Forsberg.
Diamanten började tävla i oktober 2015 och inledde karriären med åtta raka segrar. Han har till november 2021 sprungit in 8,1 miljoner kronor på 70 starter varav 25 segrar, 10 andraplatser och 10 tredjeplatser. Han har tagit karriärens hittills största segrar i Konung Gustaf V:s Pokal (2017), Eskilstuna Fyraåringstest (2017), Sprintermästaren (2017), Grosser Preis von Deutschland (2017), Berth Johanssons Memorial (2018) och Ulf Thoresens Minneslopp (2018). Han har även kommit på andraplats i Jämtlands Stora Pris (2018) samt på tredjeplats i Guldbjörken (2021) och Svenskt Mästerskap (2021).

## Karriär
Diamanten debuterade i lopp och tog sin första seger den 17 oktober 2015 på Bodentravet. Han var därefter obesegrad i karriärens åtta första starter, fram till den 22 augusti 2016 i ett lopp på Vincennesbanan i Paris. Trots att han är svenskfödd, kunde han inte delta i de stora svenska unghästloppen E3, Svenskt Travkriterium och Svenskt Travderby – på grund av en anmälningsmiss av ägarna i början av tävlingskarriären.
Den 17 november 2017 valde ägarna, trots framgångar med bland annat tre stycken Grupp 1-segrar, att flytta Diamanten från Robert Berghs till Stig H. Johanssons träning. Han debuterade i den nya regin med en tredjeplats i Solvalla Grand Prix den 25 november 2017 på den nya hemmabanan Solvalla. Detta blev också sista starten för säsongen. Med totalt 4 miljoner kronor insprunget efter att ha tagit nio segrar på 15 starter blev han Sveriges sjätte vinstrikaste och sjunde segerrikaste travhäst under säsongen 2017.
Den 9 juni 2018 i Jämtlands Stora Pris kom han på andraplats bakom Readly Express. Han tog därefter en seger i ett lopp på Solvalla den 26 juni 2018, innan han den 8 juli segrade i Ulf Thoresens Minneslopp i Norge. Han deltog i Hugo Åbergs Memorial den 31 juli 2018, där han slutade oplacerad efter att ha galopperat. Den 14 augusti 2018 kom han på sjundeplats i Jubileumspokalen på Solvalla.

## Statistik

### Större segrar
| År   | Lopp                          | Kusk                 | Tränare           | Vinstbelopp | Grupp   |
| ---- | ----------------------------- | -------------------- | ----------------- | ----------- | ------- |
| 2016 | Prix Emile Wendling           | Dominiek Locqueneux  | Robert Bergh      | 334 379 SEK | Grupp 3 |
| 2016 | Prix Kurse                    | Dominiek Locqueneux  | Robert Bergh      | 334 379 SEK | Grupp 3 |
| 2017 | Konung Gustaf V:s Pokal       | Christoffer Eriksson | Robert Bergh      | 976 880 SEK | Grupp 1 |
| 2017 | Sprintermästaren              | Christoffer Eriksson | Robert Bergh      | 976 880 SEK | Grupp 1 |
| 2017 | Eskilstuna Fyraåringstest     | Robert Bergh         | Robert Bergh      | 300 000 SEK | Grupp 2 |
| 2017 | Grosser Preis von Deutschland | Kim Eriksson         | Robert Bergh      | 75 000 EUR  | Grupp 1 |
| 2018 | Berth Johanssons Memorial     | Erik Adielsson       | Stig H. Johansson | 200 000 SEK | -       |
| 2018 | Ulf Thoresens Minneslopp      | Erik Adielsson       | Stig H. Johansson | 814 320 SEK | Grupp 1 |
| 2020 | Ego Boys Minne                | Erik Adielsson       | Stig H. Johansson | 150 000 SEK | -       |